# Kristaq Antoniu
Kristaq Antoniu vagy románosan Cristache Antoniu (1907. december 25. – Tirana, 1979. március 17.) albán és román színész, énekművész (tenor és bariton), az Albán Népköztársaság népi művésze.
Antoniu Romániában született albán nemzetiségű családban. Tanulmányait a bukaresti Drámai Konzervatóriumban (Conservatorul Dramatic), majd a római Centro Sperimentale di Cinematografián végezte. Színészi, opera- és operetténekesi hírnevét az 1920-as évek végén, illetve az 1930-as évek elején szerezte különböző drámai és lírai szerepek alakításával, több színházban, de játszott román filmekben is. Az 1930-as években énekesként és karmesterként beutazta egész Európát egy zenészcsoporttal együtt. 1935-ben Albániába települt át, ahol kedvező feltételeket ajánlottak neki a szülőhazájában elért sikereinek köszönhetően. Itt kiterjesztette művészi hírnevét és megszilárdította szakmai karrierjét, a klasszikus operai és népzenei előadó-művészet jelentős alakjává vált. A népdalokat is a klasszikus zene stílusában adta elő.
1958. december 1-jén Antoniu volt az első albán opera, a négyfelvonásos Mrika színpadi rendezője.